# Roparen
Roparen är en kriminalroman av Stieg Trenter, utgiven på Albert Bonniers förlag 1954.
De två väninnorna Ann och Suzanne ska fara till Italien på påsksemester. Dagen före avresan försöker Ann få tag i Suzanne, som väntas åter från besök hos skärgårdssläktingar i Furusundstrakten, för att meddela att de på grund av dimma måste ta nattåget till Köpenhamn istället för flyget nästa morgon. Ann passar skärgårdsbåtar, flänger ut till Suzannes bostad på Kastellholmen, och försöker ringa - allt utan framgång. 
Dimman lättar, så tågresan behövs inte, men när Ann nästa morgon söker upp sin väninna i flaggstyrmansbostaden i Kastellet på Kastellholmen står lägenhetsdörren öppen. Polisen är där och Suzanne ligger mördad i sin säng med en gammal sjökniv i bröstet och grällt sminkad. Knivhugget visar sig snart vara ett villospår: i själva verket har Suzanne blivit dränkt. Vad hände egentligen ute i Furusund föregående dag? Hur kom Suzanne tillbaka därifrån - levande eller död?
Förutom sjökniven förekommer även ytterligare gammal marin kuriosa i bokens handling; en stulen galjonsfigur och titelns ropare, en gammal ångbåtsmegafon.
Historien berättas ur Ann Celins perspektiv, dock inte i jagform.

## Persongalleri
- Harry Friberg, fotograf och amatördeckare
- Victor Regn, kriminalkommissarie
- Ann Celin, butiksbiträde, väninna till den mördade och amatördeckare i fallet
- Suzanne Myhr, modistelev med klena lungor
- Oscar Myhr, flaggstyrman, änkling, Suzannes far
- Johnny Lagerberg, musiker, gammal charmör
- Carin Lagerberg, möbelhandlardotter, gift med Johnny
- Raymond Petersén, sommarstugeägare på Skatholmen
- Sonja Petersén, Raymonds fru
- Walter Klang, generalkonsul, seglare och racerbåtsägare
- Åke Fahltorp, visförlagschef
- François de Pommeret, fransk turist
- Ludvig Henge, antikhandlare

## Miljöer
Kastellholmen i Stockholm var vid denna tid flottans örlogsstation. I Kastellet fanns enligt boken två bostadslägenheter i var sitt våningsplan. För att komma ut till Kastellholmen landvägen måste man passera Kastellholmsbron och den bemannade brovaktstugan efter att först ha passerat Skeppsholmen och dessförinnan Blasieholmskajen där skärgårdsbåtarna lade till.
Stockholms skärgård i trakten av Furusund med många vikar, bryggor och holmar att ro kurragömma mellan och många små roddbåtar för mördare och andra misstänkta att låna. 
Gabicce i Italien, där Suzanne i många år vilat upp sina klena lungor i bergsluften en tid på våren. Ann skulle för första gången följa med. Det blir istället Harry Friberg och Ann, som besöker den plats där Suzanne bott då hon varit i Italien, och avslöjar då hennes hemlighet. 